# Si volvemos a vernos
Si volvemos a vernos és una pel·lícula dramàtica espanyola dirigida en 1967 per Francisco Regueiro i protagonitzada per Esperanza Roy.

## Sinopsi
Matilde és una antiga prostituta espanyola casada amb Tom, un soldat afroamericà estatunidenc destinat a la base de Torrejón de Ardoz. Ambdós tenen una crisi davant la possibilitat que Tom, per tal d'evitar anar a la guerra de Vietnam es llicenciï i torni als Estats Units, un país desconegut per a ella i amb prejudicis.

## Premis
Medalles del Cercle d'Escriptors Cinematogràfics
| Any  | Categoria          | Pel·lícula       | Resultat  |
| ---- | ------------------ | ---------------- | --------- |
| 1967 | Millor fotografia  | Luis Cuadrado    | Guanyador |
| 1967 | Millor ambientació | Pablo Runyan     | Guanyador |
| 1967 | Millor Música      | Carmelo Bernaola | Guanyador |